# 린위안구

린위안 구의 위치

린위안구(한국어: 임원구, 중국어: 林園區, 병음: Línyuán Qū)는 중화민국 가오슝시의 구이다. 넓이는 32.2860km2이고, 인구는 2015년 8월 기준으로 70,339명이다.

## 지리
수목이 우거진 린위안 구는 가오슝시 남서부의 연안에 위치하고 북쪽은 다랴오 구, 샤오강 구와 동쪽은 가오핑 계(高屏渓)를 사이에 두고 핑둥 현 신위안 향과 접하고 남서쪽은 타이완 해협에 접하고 있다. 지세는 평탄해 농업이 발달해 있고 중윈 항(中芸港), 산웨이 항(汕尾港)이 있어 어업이 발달해 있으며 양식업도 발달해 있다. 1973년에는 정부에 의해서 석유화학 콤비나트(combinat)가 착공되어 타이완의 중요한 공업 콤비나트(combinat)를 형성하고 있다.

## 같이 보기
- 가오슝시